# Obština Madžarovo
Obština Madžarovo (bulharsky Община Маджарово) je bulharská jednotka územní samosprávy v Chaskovské oblasti. Leží v jižním Bulharsku ve střední části Východních Rodopů. Správním střediskem je město Madžarovo, kromě něj zahrnuje obština 16 vesnic. Žije zde přes 1 tisíc stálých obyvatel.

## Sídla
| - Borislavci - Dolni Glavanak - Dolno Sădievo - Efrem - Goljama Dolina - Gorni Glavanak | - Gorno Pole - Madžarovo (sídlo správy) - Malki Voden - Malko Brjagovo - Malko Popovo - Răženovo | - Rumelija - Selska Poljana - Senoklas - Topolovo - Zlatoustovo |

## Sousední obštiny
| Růžice kompasu | Stambolovo  | Charmanli         |          | Růžice kompasu |
| Růžice kompasu | Krumovgrad  | Sever             | Ljubimec | Růžice kompasu |
| Růžice kompasu | Krumovgrad  | Obština Madžarovo | Ljubimec | Růžice kompasu |
| Růžice kompasu | Krumovgrad  | Jih               | Ljubimec | Růžice kompasu |
| Růžice kompasu | Ivajlovgrad |                   |          | Růžice kompasu |

## Obyvatelstvo
V obštině žije 1 262 stálých obyvatel a včetně přechodně hlášených obyvatel 3 339. Podle sčítáni 1. února 2011 bylo národnostní složení následující:
- Bulhaři: 4 739 (88.3 %)
- Turci: 412 (7.7 %)
- Romové: 54 (1.0 %)
- ostatní: 160 (3.0 %)